# Vanilla savannarum
Vanilla savannarum là một loài thực vật có hoa trong họ Lan. Loài này được Britton miêu tả khoa học đầu tiên năm 1920.